# Mimommata pernauti
Mimommata pernauti är en skalbaggsart som beskrevs av Tavakilian och Peñaherrera 2003. Mimommata pernauti ingår i släktet Mimommata och familjen långhorningar. Inga underarter finns listade i Catalogue of Life.